# Peter Wright (MI5)
Peter Maurice Wright (Chesterfield, 9 augustus 1916 – Tasmanië, 27 april 1995) was een topfunctionaris van de Britse veiligheidsdienst MI5. Hij werd vooral bekend om zijn controversiële boek Spycatcher, gedeeltelijk memoires, gedeeltelijk een aanklacht tegen de in zijn ogen institutionele misstanden binnen MI5.
Het boek is echter het beroemdst geworden door zijn stelling dat Roger Hollis, het hoofd van MI5, de "vijfde man" was van de Cambridge Five. In het Mitrochin-archief wordt beschreven dat John Cairncross de vijfde spion was. Als men de feiten op een rijtje zet en daarbij vooral in aanmerking neemt dat er geen zichtbare infiltratie meer binnen MI5 was nadat Hollis in 1965 met pensioen was gegaan, dan is veel aannemelijker dat Hollis toch echt "Elli" oftewel de Vijfde Man in het Cambridge-netwerk was. Deze periode van niet-zichtbare infiltratie liep van 1965 tot en met 1976, toen Wright met pensioen ging. Een deel van de oplossing van het probleem moet ongetwijfeld ook gezocht worden in de uitzetting van 105 Russische diplomaten door de Engelsen, toen men er na het overlopen van Ljalin achter kwam hoeveel Russische agenten en illegalen er in Engeland actief waren.
De Britse regering deed er alles aan publicatie van het boek te voorkomen, waarbij zij stelde dat publicatie ervan in strijd zou zijn met de Official Secrets Act. Ze spande een proces tegen Wright aan bij het gerechtshof van Sydney. Dit Australische hof oordeelde echter ten nadele van de Britse regering. Inmiddels was de hele kwestie breed uitgemeten in de media, waardoor het boek een internationale besteller werd. De uitspraak was naast genoegdoening jegens Wright ook een overwinning ten gunste van de persvrijheid. Tijdelijk mochten voormalige geheim agenten vrijuit spreken over hun vroegere werkzaamheden. Dit werd teruggedraaid in de in 1989 aangenomen Official Secrets Bill, die zowel actieve als voormalige geheim agenten verbood zaken in de openbaarheid te brengen.
Wright was een vriend en 'kaartmaatje' van James Jesus Angleton, chef contra-inlichtingen van de CIA.